# Втрати 72-ї окремої мотострілецької бригади (РФ)
У статті наведено подробиці поіменних втрат 72-ї окремої мотострілецької бригади Збройних сил РФ у різних військових конфліктах.

## Російсько-українська війна
| п/п | Прізвище, ім'я, по батькові                                          | Звання             | Дата народження | Дата смерті | Місце смерті                     |
| --- | -------------------------------------------------------------------- | ------------------ | --------------- | ----------- | -------------------------------- |
| 1.  | Фомін Денис Станіславович (рос. Фомин Денис Станиславович)           | капітан            | 20.02.1983      | 05.10.2022  | Нова Каховка                     |
| 2.  | Уразбахтін Анвер Ільгізович (рос. Уразбахтин Анвер Ильгизович)       |                    | 29.05.1968      | 14.02.2023  |                                  |
| 3.  | Кривошеєв Кирило Олексійович (рос. Кривошеев Кирилл Алексеевич)      | старший лейтенант  | 30.07.1986      | 21.02.2023  |                                  |
| 4.  | Баракін Юрій Петрович (рос. Баракин Юрий Петрович)                   | старшина 2 статті  | 29.07.1983      | 23.02.2023  |                                  |
| 5.  | Андрєєв Володимир Євгенович (рос. Андреев Владимир Евгеньевич)       |                    | 12.11.1999      | 22.03.2023  |                                  |
| 6.  | Хлєбніков Юрій Борисович (рос. Хлебников Юрий Борисович)             | сержант            | 02.03.1978      | 28.03.2023  | Донецьк                          |
| 7.  | Горін Володимир Миколайович (рос. Горин Владимир Николаевич)         | рядовий            | 27.06.1968      | 30.03.2023  |                                  |
| 8.  | Бабченко Едуард Олександрович (рос. Бабченко Эдуард Александрович)   | старший лейтенант  | 04.02.1979      | 04.05.2023  | Бахмут                           |
| 9.  | Котаєв Дмитро Олександрович (рос. Котаев Дмитрий Александрович)      | рядовий            | 09.08.1986      | 08.05.2023  |                                  |
| 10. | Семенов Максим Костянтинович (рос. Семёнов Максим Константинович)    | головний старшина  | 20.10.1979      | 03.07.2023  |                                  |
| 11. | Казаков Андрій Володимирович (рос. Казаков Андрей Владимирович)      | сержант            | 30.09.1999      | 12.07.2023  | Бахмут                           |
| 12. | Анатолієв Віталій Анатолійович (рос. Анатолиев Виталий Анатольевич)  | рядовий            | 08.07.1994      | 14.07.2023  |                                  |
| 13. | Саїтгарєєв Ільшат Ільшатович (рос. Саитгараев Ильшат Ильшатович)     | старший лейтенант  | 26.12.1989      | 16.07.2023  |                                  |
| 14. | Хабіров Ільгіз Дамірович (рос. Хабиров Ильгиз Дамирович)             | рядовий            | 25.06.1989      | 17.07.2023  |                                  |
| 15. | Авдюков Віктор Степанович (рос. Авдюков Виктор Степанович)           | рядовий            | 13.02.1980      | 18.07.2023  |                                  |
| 16. | Котаєв Дмитро Миколайович (рос. Котов Владимир Николаевич)           | лейтенант запасу   | 08.04.1968      | 15.08.2023  |                                  |
| 17. | Шагалєєв Рінат Ілдарович (рос. Шагалеев Ринат Илдарович)             |                    | 06.09.1996      | 22.08.2023  | Андріївка                        |
| 18. | Румянцев Антон Миколайович (рос. Румянцев Антон Николаевич)          | молодший сержант   | 06.08.1992      | 12.09.2023  | с. Андріївка (Куп'янський район) |
| 19. | Рябинський Євген Валерійович (рос. Рябинский Евгений Валериевич)     | рядовий            | 10.09.1977      | 08.11.2023  | Кліщіївка                        |
| 20. | Тупіцин Андрій Володимирович (рос. Тупицин Андрей Владимирович)      | рядовий            | 07.02.1979      | 17.12.2023  |                                  |
| 21. | Ламзін Олександр Олександрович (рос. Ламзин Александр Александрович) | молодший лейтенант | 04.12.1991      | 20.01.2024  |                                  |
| 22. | Зеленін Володимир (рос. Зеленин Владимир)                            |                    | 22.05.1991      | 09.02.2024  |                                  |
| 23. | Салмін Олексій Миколайович (рос. Салмин Алексей Николаевич)          | капітан            | 03.01.1980      | 23.02.2024  |                                  |
| 24. | Кондратьєв Сандан Анатолійович (рос. Кондратьев Сандан Анатольевич)  |                    | 12.10.1976      | 24.02.2024  |                                  |